# Muhamed al-Nasir
Muhamed al-Nasir (arapski الناصر لدين الله محمد بن المنصور, an-Nāṣir li-dīn Allah Muḥammad ibn al-Manṣūr) (? — 1213.) bio je četvrti almohadski kalif, od 1199. do svoje smrti. Postao je kalif 25. siječnja 1199.; tad je umro njegov otac Abu Jusuf Jakub al-Mansur.
Zahvaljujući očevim pobjedama nad kršćanima, Muhamed se nije morao mnogo boriti. Postavio je Abua Muhameda ibn Abi Hafsa za guvernera Ifrikije. Ipak, i sam je al-Nasir morao u bitku, ali je poražen 1212. Umro je sljedeće godine te ga je naslijedio desetogodišnji sin Jusuf II., kojega je al-Nasiru rodila robinja Qamar.
Prema redovniku Matthewu Parisu, kralj Engleske Ivan bez Zemlje poslao je glasnike al-Nasiru moleći ga pomoć, obećavši čak da će se preobratiti na islam. Al-Nasir je navodno bio zgađen tom idejom.